# 斯塔萊克鎮區 (明尼蘇達州奧特泰爾縣)
斯塔萊克鎮區（英語：Star Lake Township）是位於美國明尼蘇達州奧特泰爾縣的一個行政鎮區，於1880年設立。

## 地方資料
斯塔萊克鎮區的面積為92.67平方千米，當中陸地面積為64.65平方千米，而水域面積為28.02平方千米。根據2020年美國人口普查的數據，當地共有人口446人，而人口密度為每平方千米4.81人。